# Mojo Jazz Mob
Mojo Jazz Mob ist eine deutsche Stoner-Rock-Band, die im Jahr 1997 in Münster / Sendenhorst gegründet wurde.

## Bandgeschichte
Die Band Mojo Jazz Mob wurde 1997 von Martin Tollkötter und Björn Gottmann gegründet, später kamen Adrian Busen, Michael Weisser und Timo Hurtig hinzu. Sie produzierte in den Folgejahren mehrere Demos und hatte zahlreiche Auftritte, bevor sie 2007 mit Pacific Daybreak – Broken Nights bei dem Independentlabel Swamp Room Records ihr erstes offizielles Album veröffentlichte. Im gleichen Jahr nahm die Band am Bandcontest des Rock am Ring teil. Laut dem Musikmagazin Vampster lässt sich das Album als „Stoner-Rock mit einer guten Portion Rock`n´ Roll“ einordnen, „der man eine jugendliche Frische noch mit jedem Ton anhört“. Der Rezensent zieht Parallelen zu Fu Manchu und Kyuss, bescheinigt der Band jedoch ein „notwendiges Maß an Eigenständigkeit“. Einzelne Songs vergleicht er mit alten Aufnahmen von Black Sabbath und Thin Lizzy und einzelne Gitarrenriffs ordnet er dem New Wave of British Heavy Metal zu.
2009 folgte mit Westfalenwalze der Nachfolger beim Label Black Desert Inn. Das Album und die Band wurden in einer Besprechung mit Entombeds Same Difference und Gorilla Monsoon verglichen. Vampster bezeichnet das Album als brachialer im Vergleich zum Vorgänger und identifiziert als Vorbilder die Bands Fu Manchu und Orange Goblin, wobei sie zugleich den Song Horned Winged Creatures From Hell mit dem Titel Woman From Tokio von Deep Purple vergleichen. Weitere Parallelen ziehen sie zu Corrosion of Conformity, Leadfoot und Roadsaw sowie bei einzelnen Songs zu Thin Lizzy und Santana.
Seit 2011 spielt die Band mit den beiden Schlagzeugern Constantin Krass (ehemals bei Royal Post) und Till Junker (ehemals bei Cotton Candy Queen). Im Juni 2014 erschien mit ...still hunting das aktuelle Album der Band bei Setalight Records.

## Diskografie
Mojo Jazz Mob veröffentlichte seit ihrer Gründung mehrere Demo-Alben und war auf mehreren Samplern vertreten. 2007 veröffentlichte die Band ihr erstes offizielles Album Pacific Daybreak – Broken Nights, 2009 folgte das bislang letzte Album Westfalenwalze.
- 1999: If We Own the Sun (Demo)
- 1999: Christkiller EP (Demo)
- 1999: Freak Out & Touch hell (Demo)
- 2004: Idiots Galore (EP)
- 2007: Pacific Daybreak – Broken Nights (Swamp Room Records)
- 2009: Westfalenwalze (Black Desert Inn)
- 2014: ...still hunting (Setalight Records)

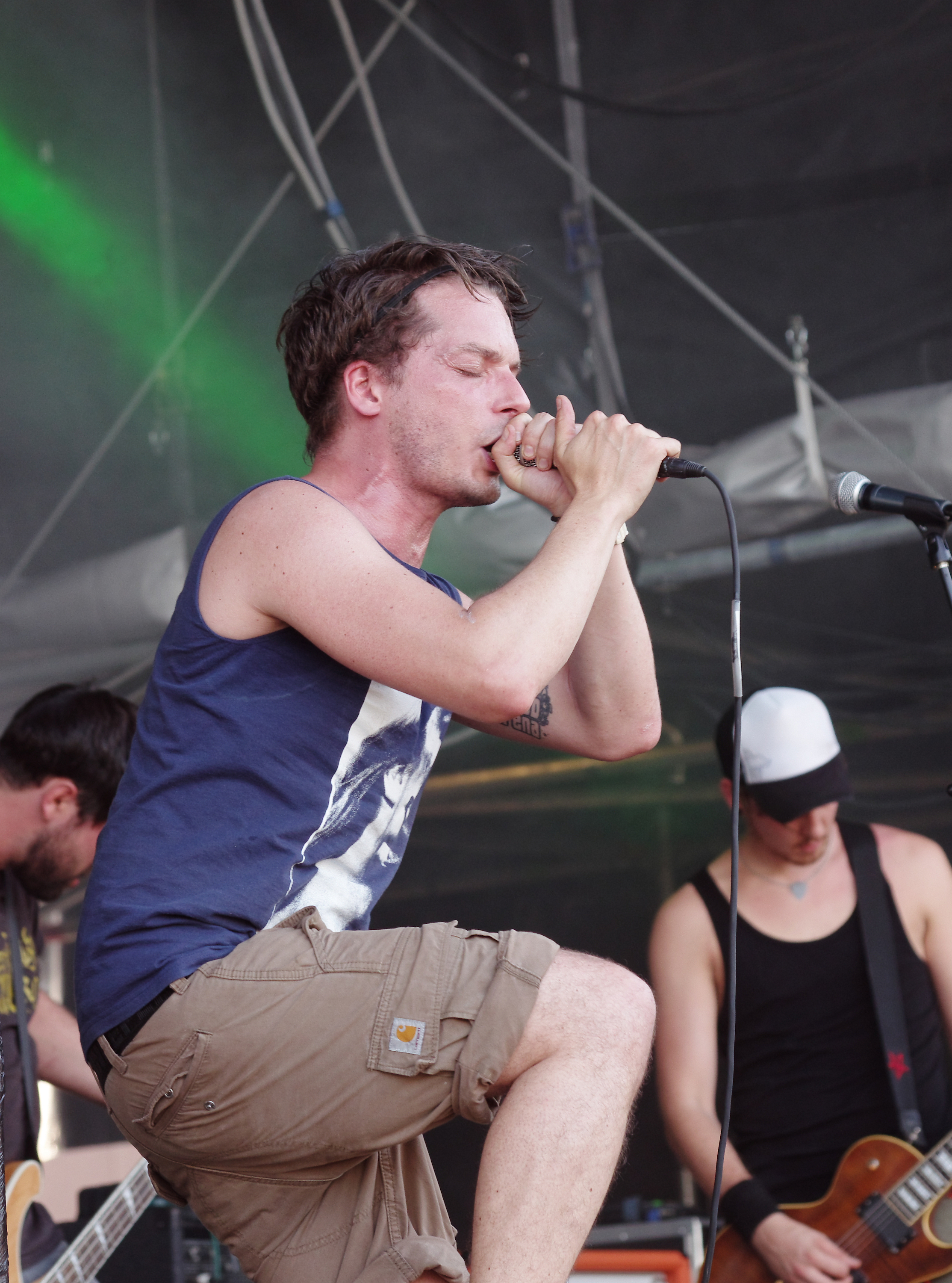
Adrian Busen
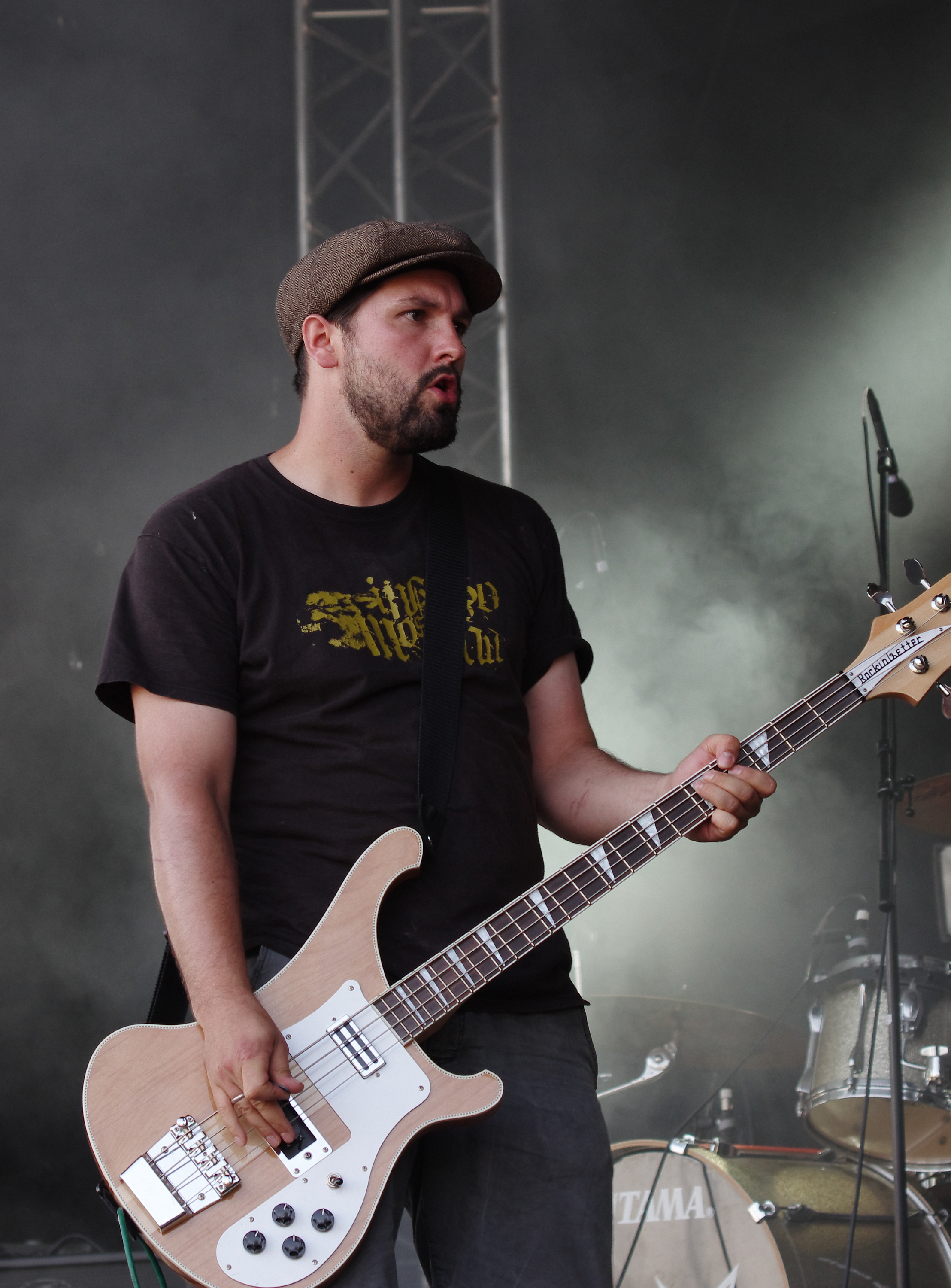
Björn Gottmann
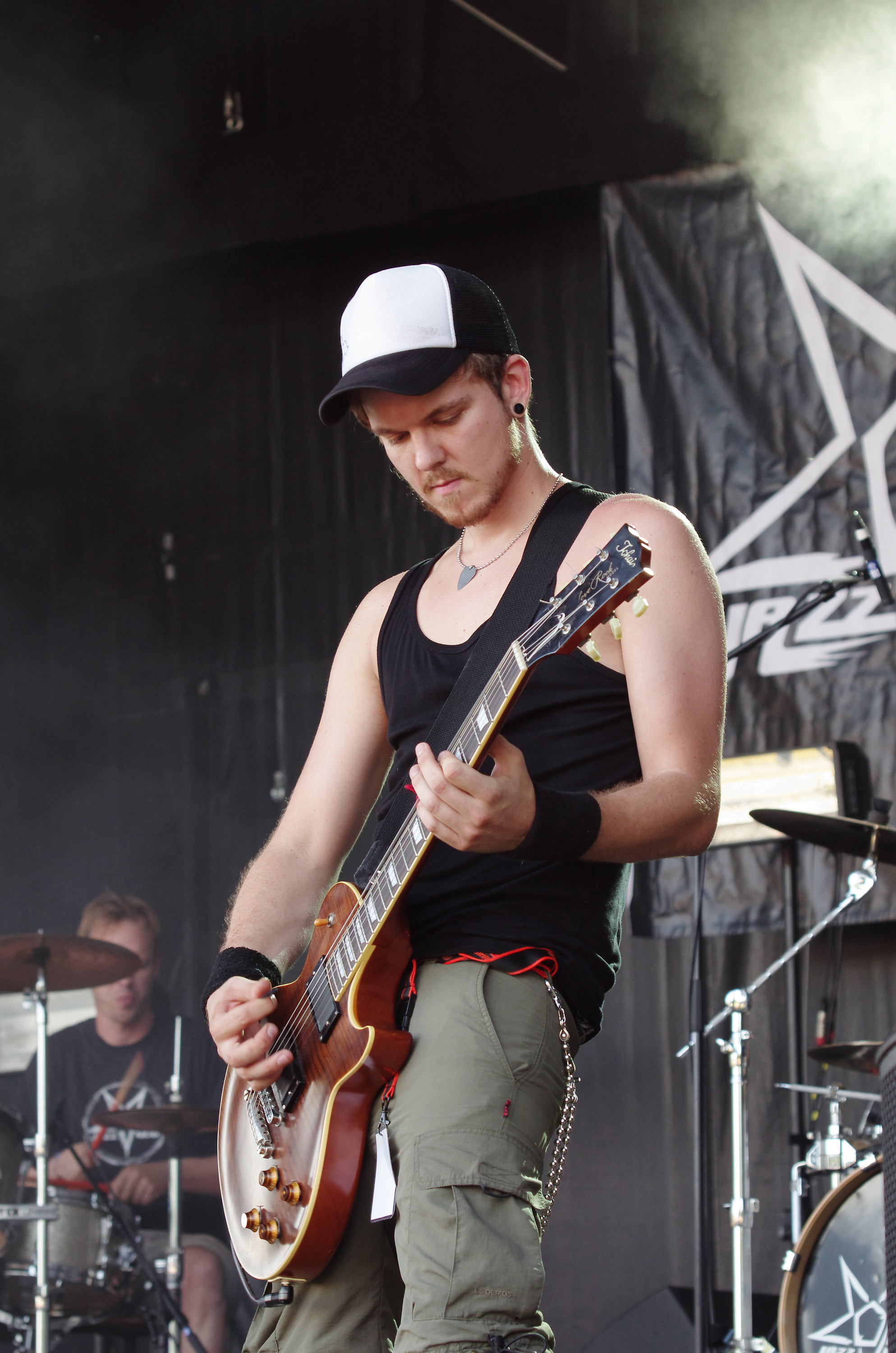
Michael Weisser
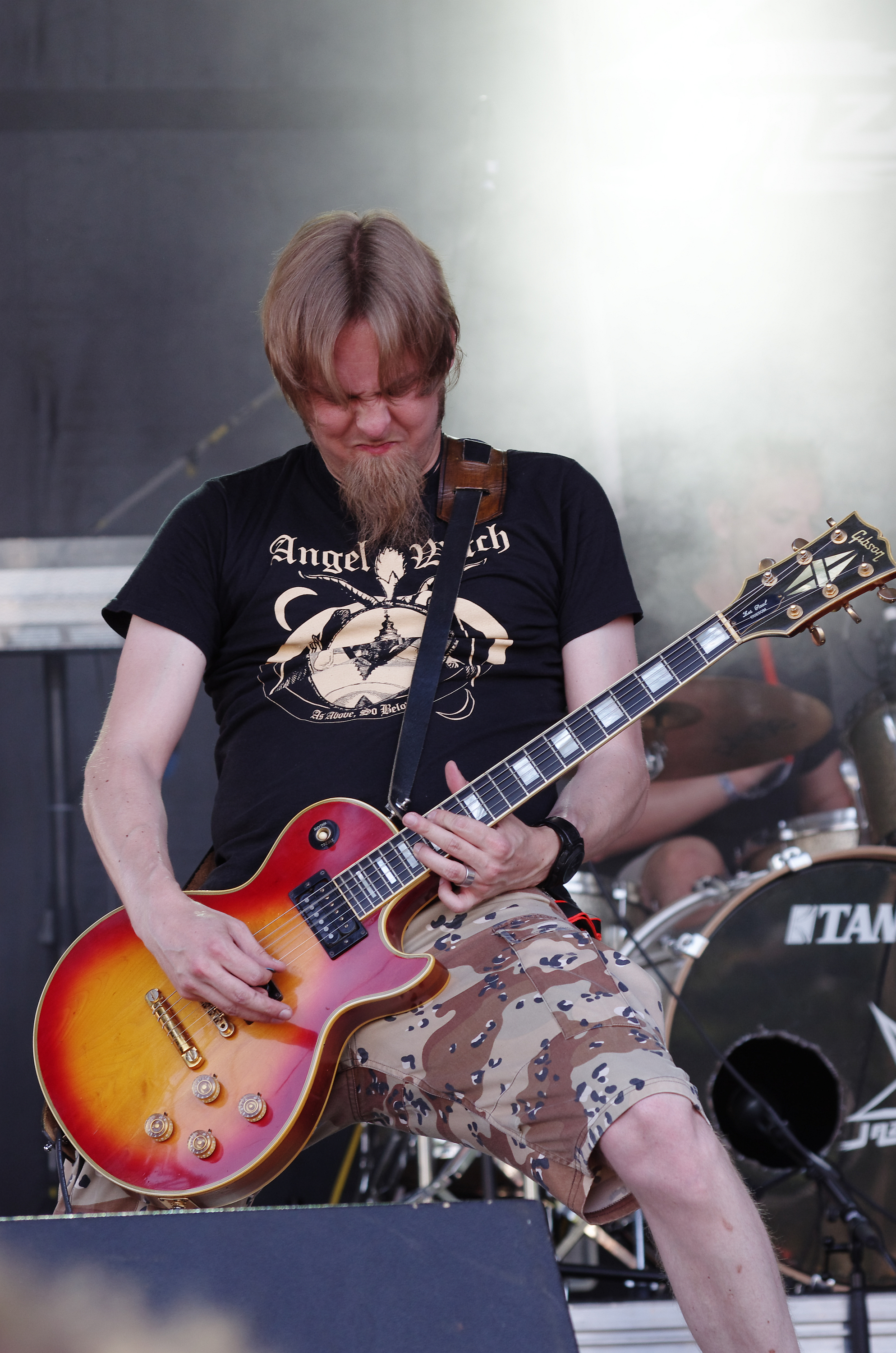
Martin Tollkötter
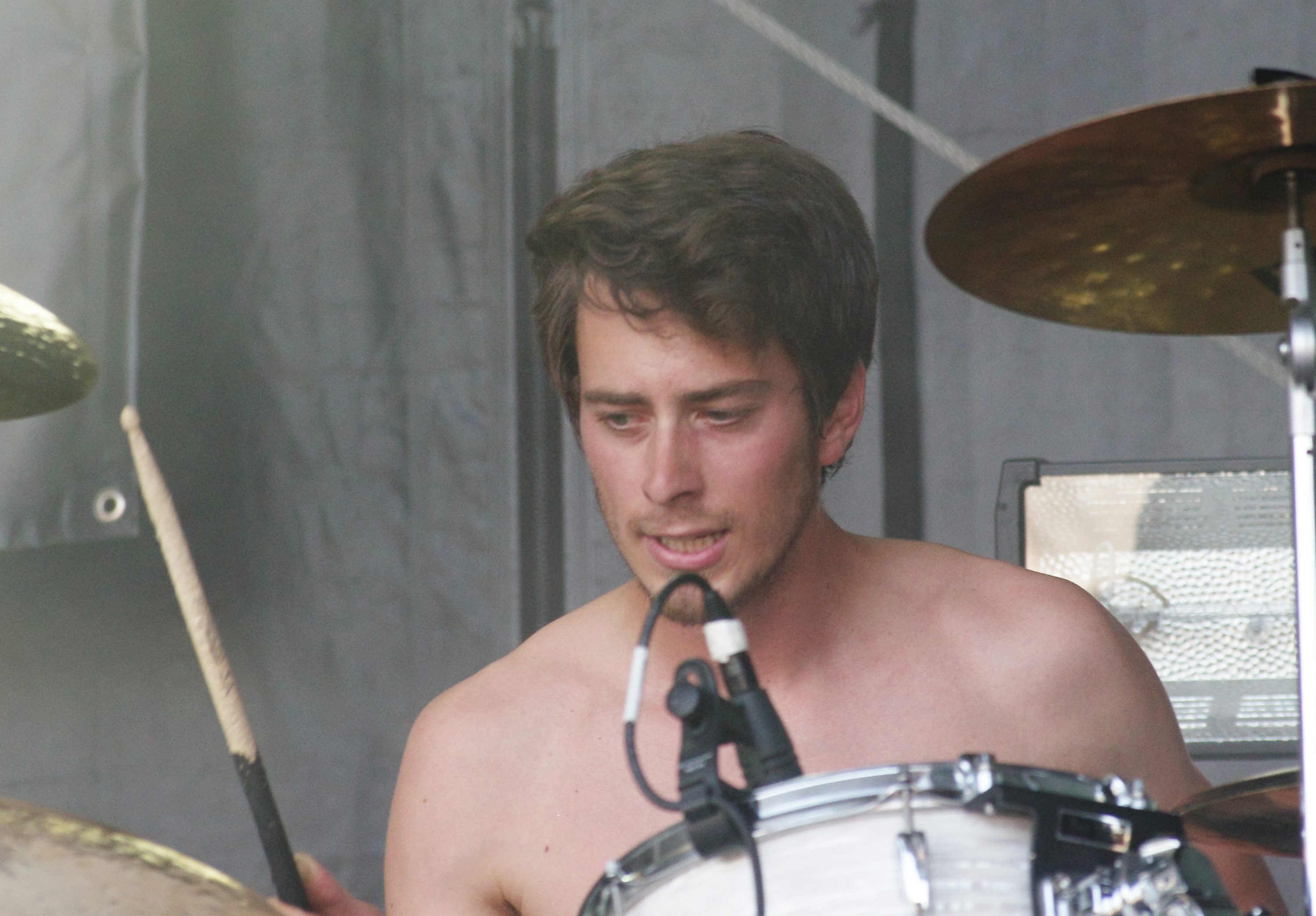
Constantin Krass (Conzo)
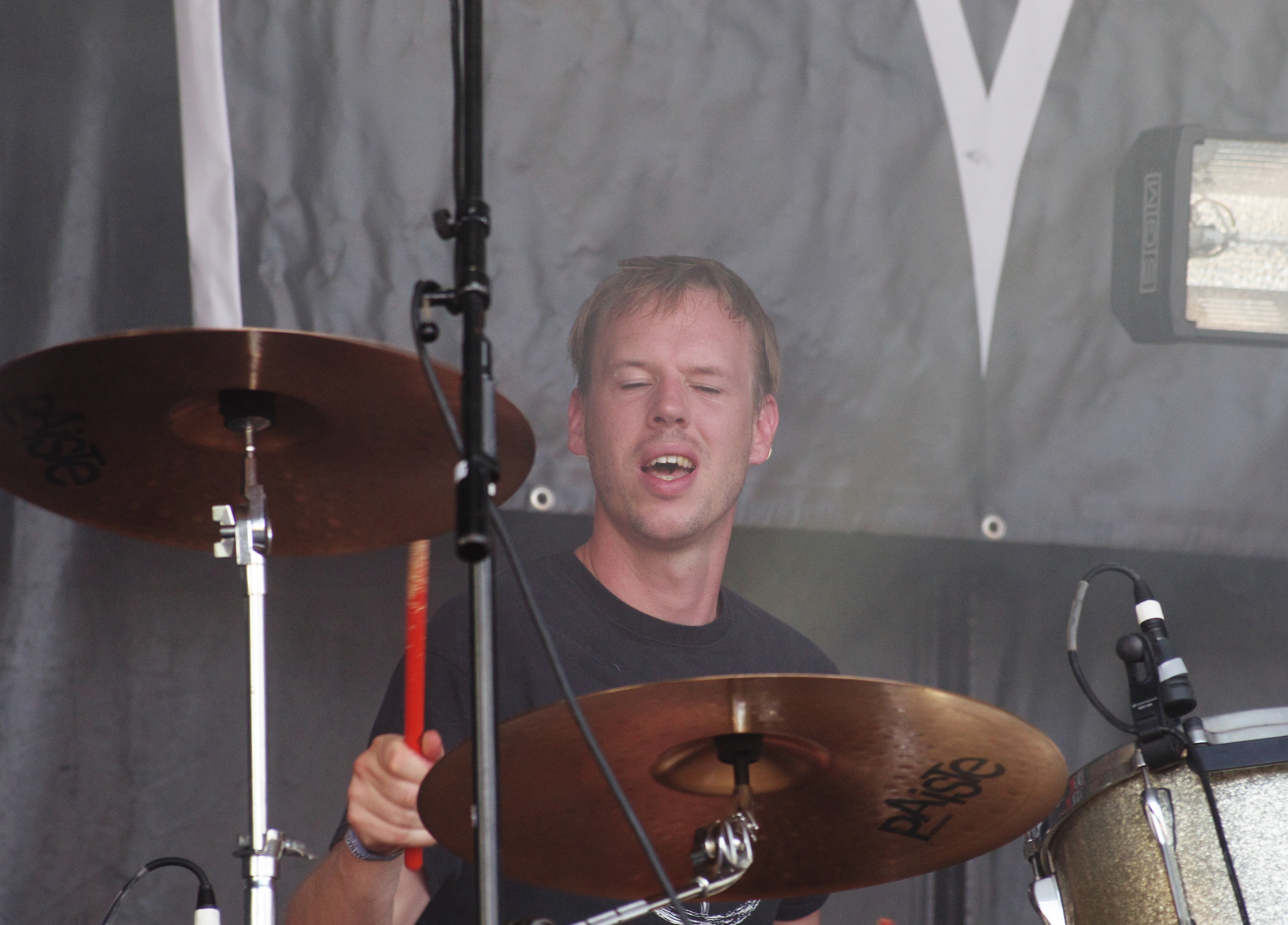
Till Junker

## Belege
1. 1 2 3 4  Veranstaltungshinweis für ein Konzert am 15. April 2011 von Mojo Jazz Mob (Seite nicht mehr abrufbar, festgestellt im Mai 2019. Suche in Webarchiven)  Info: Der Link wurde automatisch als defekt markiert. Bitte prüfe den Link gemäß Anleitung und entferne dann diesen Hinweis. auf ahlen.de
2. 1 2  Lokalmatadore entern das Zweistromland in Die Glocke, 27. August 2013.
3. ↑  Bandprofil bei osnametal.de; abgerufen am 31. August 2013
4. ↑  Porträt Mojo Jazz Mob beim Rock-am-Ring-Bandcontest 2007
5. 1 2  Rezension von Pacific Daybreak - Broken Nights bei vampster
6. 1 2  Diskographie auf der Homepage von Mojo Jazz Mob (Memento des Originals vom 24. August 2013 im Internet Archive)  Info: Der Archivlink wurde automatisch eingesetzt und noch nicht geprüft. Bitte prüfe Original- und Archivlink gemäß Anleitung und entferne dann diesen Hinweis.
7. ↑  Rezension von Westfalenwalze bei Electric Magic
8. ↑  Rezension von Westfalenwalze bei vampster